# 봉화 뇌풍정
봉화 뇌풍정(奉化 雷風亭)은 대한민국 경상북도 봉화군 법전면 법전리에 있는 조선시대의 정자이다. 2013년 6월 24일 경상북도의 문화재자료 제606호로 지정되었다.

## 개요
뇌풍정은 영남지역에서 재지사족으로 자리 잡고 있는 기호학파의 노론계열인 봉화 법전의 진주강씨 강재항을 기리는 정자이다.
봉화 법전의 진주강씨는 입향 이래 영남지방의 재지사족과 유대를 강화하면서 중앙정계를 출입하였다. 특히 강재항은 관직에서 은퇴한 이후 향리에서 강학 활동을 하며 삼계서원의 향음주례에 참여하는 등 영남학파의 선비들과 활발하게 교유하고 있어 주목된다. 뇌풍정은 구릉지의 암반 위에 건축된 특이한 정자이며, 소장되어 있는 책판과 현판도 매우 주목되는 문화유산이다.
뿐만 아니라 조선후기의 독특한 정자 건물로 몇 차례의 보수를 거쳤으나 그 원형이 잘 보존되고 있으며, 노론계열 가문의 정자라는 의미에서 볼 때 중요한 역사적 의미가 있다.

## 참고 자료
- 봉화 뇌풍정 - 국가유산청 국가유산포털